# Indophyllia macassarensis
Indophyllia macassarensis là một loài san hô trong họ Mussidae. Loài này được Best & Hoeksema mô tả khoa học năm 1987.